# Формула Е
Формула Е (официално ABB FIA World Formula E Championship), е автомобилен шампионат за едноместни открити болиди с електрическо задвижване под егидата на ФИА. Първоначалната идея за такъв шампионат е на бившия шеф на ФИА Макс Моузли, като тя бива доразвита от настоящия президент Жан Тод, а официално проектът стартира през 2012 г., когато за промоутър е обявен Алехандро Агаг, испански бизнесмен, който в миналото си е бил евродепутат, собственик на отбора от ГП2 Барва Адакс и президент на футболния отбор Куинс Парк Рейнджърс. Дебютното състезание във Формула Е е на 13 септември 2014 г. в Пекин, като на старта застават 10 отбора с по два болида. Състезанията от календара се провеждат по улиците на световни мегаполиси и през първия сезон са общо 10. Новост е т. нар. FanBoost  – след гласуване на феновете в социалните мрежи преди всяко състезание трима от пилотите получават правото да използват еднократно петсекундно увеличение на мощността.

## Регламент

### Състезателен ден
За да се намалят разходите и неудобствата за града-домакин, свързани със затварянето на улици, състезателният уикенд, познат от Формула 1, тук е сведен до рамките на един ден. Сутрин се провеждат двете свободни тренировки с дължина от по 45 и 30 минути, като пилотите разполагат с пълната мощност на болидите от 200 кВ (270 к.с.). По обед се провежда квалификацията за място, отново с пълна мощност на болидите, като чрез жребий пилотите се разделят на четири групи, всяка от които има на разположение 10 минути на пистата. Следва почивка за презареждане на батериите на болидите. Същинското състезание, наречено еПри (ePrix), се състои в късния следобед и трае около един час. Мощността на болидите е ограничена до 150 кВ (202,5 к.с.), като еднократната употреба на FanBoost увеличава мощността до 180 кВ (243 к.с.). Пробегът с едно зареждане на батерията трае около 25 минути, затова правилникът предвижда задължително спиране в бокса, при което вместо да се презарежда батерията (пълното презареждане отнема около 50 минути), пилотът се качва във втория си болид. Минималното време за това спиране в бокса се определя в деня на състезанието. Смяната на гуми е забранена.

### Точкуване
Точковата система е подобна на тази във Формула 1, като допълнителни точки се дават за най-добро време в квалификацията за място и най-бърза обиколка по време на състезанието. На победителя се дават 25 точки, за 2-ро място – 18, за 3-то – 15, за останалите места до 10-о съответно 12, 10, 8, 6, 4, 2 и 1. Победителят в квалификация печели 3 точки, а направилият най-бърза обиколка – 2.

### Отбори
Всеки отбор разполага с двама пилоти и четири болида, като е възможна регистрацията на двама резервни пилоти. По време на състезание броят на хората в екипа на един отбор е ограничен до осем – един отборен шеф, двама състезателни инженера, един анализатор на данни и четирима механика, като в това число не спадат пилотите и персоналът, отговорен за двигателите. През дебютния сезон отборите разполагат с идентични болиди, произведени от френската компания Спарк Рейсинг Текнолъджи, предоставени им срещу част от приходите от спонсори. От втория сезон шампионатът ще стане отворен и отборите ще могат да разработват свои собствени болиди. С цел намаляване на разходите, отборите ще бъдат задължени да предоставят направените от тях болиди на два клиентски отбора за не повече от 350000 евро. Също само през първия сезон отборите са базирани в обща централа на пистата Донингтън парк във Великобритания. Бюджетът на един отбор за един сезон не трябва да надвишава 2,5 милиона евро.
По-голямата част от отборите и техните собственици имат опит от участия в различни моторни спортове. Върджин Рейсинг и Амлин Агури имат участия във Формула 1, Андрети Рейсинг и Драгън Рейсинг в Индикар, Ауди Спорт АБТ в ДТМ, Махиндра Рейсинг в МотоГП, е.дамс-Рено във Формула 3000 и ГП2.

### Пилоти
За участие във Формула Е пилотите трябва да притежават поне международен лиценз клас B на ФИА, както и специален еЛиценз. Тестовете на първите електрически болиди се правят от познатите от Формула 1 Лукас ди Граси и Такума Сато; впоследствие ди Граси се отказва от тази роля, тъй като правилникът не позволява тест пилот да участва като състезател през първия сезон на надпреварата. Освен него, на старта застават още пилоти с опит от Формула 1, Индикар и 24-те часа на Льо Ман като Ник Хайдфелд, Ярно Трули, Хайме Алгерсуари, Бруно Сена, Себастиан Буеми, Нелсиньо Пикет, Жером Д'Амброзио, Карун Чандок, Сакон Ямамото, Франк Монтани, Стефан Саразен. 20-те пилоти, застанали на старта в Пекин имат общо 776 старта във Формула 1 (в които са спечелили 661,5 точки), 51 старта в 24-те часа на Льо Ман, 12 старта в 500-те мили на Индианаполис, 5 шампионски титли в различни шампионати на Формула 3 (66 победи) и др. На по-късен етап от дебютния сезон за едно или повече състезания в надпреварата се включват още пилоти с опит във Формула 1 като Витантонио Лиуци, Жан-Ерик Верн, Скот Спийд и Джъстин Уилсън, 24-те часа на Льо Ман – Лоик Дювал, Индикар – Марио Андрети.

### Болид
Прототипът Formulec EF01 е създаден през 2010 г. от Мерцедес ГП с двигател на Сименс. Той е използван за промоционален видеоклип и демонстрации в градовете-домакини на надпреварата. Болидът, с който през първия сезон ще бъдат снабдени всички отбори се нарича Спарк-Рено SRT 01E и е създаден в продължение на десет месеца от Спарк Рейсинг Текнолъджи в сътрудничесетво с Макларън, Уилямс, Далара, Рено. Шасито от карбон и алуминий е дело на Далара и покрива същите изисквания за безопазност като във Формула 1, а аеродинамичният му дизайн спомага за по-лесно изпреварване. Електрическият двигател е произведен от Макларън и е същият, какъвто фирмата използва в суперавтомобила Макларън P1. Акумулаторните батерии са създадени от Уилямс, като първоначално те са разработени за суперавтомобила на Ягуар C-X75. Петстепенната скоростна кутия е дело Хюленд. Технически партньор на шампионата е Рено. Доставчик на гумите е Мишлен, като те са едни за сухо и мокро.
Максималната скорост на болида е 225 км/ч, а ускорението от 0 до 100 км/ч – 3 секунди. Пълната мощност по време на тренировки и квалификации е 200 кВ (270 к.с.), а в състезателен режим – 150 кВ (202,5 к.с.). Минималното допустимо тегло на болида заедно с пилота е 888 кг (от които акумулаторните батерии са 320 кг), а максималните габарити са 5000 мм дължина, 1800 мм широчина и 1250 мм височина. Издаваният от болида шум при висока скорост е около 80 децибела и е по-висок от този на автомобил с бензинов двигател (70 децибела).

### FanBoost
С началото на всяко състезание феновете имат време до деня да следващото да гласуват в социалните мрежи за пилоти, които еднократно да разполагат с допълнителна мощност от 30 кВ (40 к.с.) в рамките на 5 секунди. Право на употреба на FanBoost получават тримата пилоти с най-много гласове. Всеки фен може да гласува само за един пилот на официалния сайт на Формула Е, във Фейсбук и Туитър, както и в най-популярната китайска платформа за микроблогове Сина Уейбо. През официалната апликация за смартфони феновете могат да гласуват за пет пилота на състезание.

## Телевизионно излъчване
Стартовете от Формула Е се излъчват пряко по телевизията или на официалния сайт по целия свят. В България шампионатът се предава пряко по БНТ HD.

## Дебютен сезон

### Календар
Първоначално сезон 2014/2015 включва десет състезания между септември 2014 и юни 1015 г. Календарът е одобрен през декември 2013 г. Впоследствие обаче от календара отпада Рио де Жанейро, който преди това е заменил Хонконг. Това води до разместване на градовете в календара, а мястото на провеждане на петия кръг остава неуточнено, като това би трябвало да бъде някой град в Северна или Южна Америка. Кандидати са Атланта, Ванкувър и Мексико Сити. По-късно Алехандро Агаг заявява, че има възможност този кръг да отпадне от календара или на негово място да се състои втори старт на някое от европейските трасета. В крайна сметка в началото на февруари е обявено, че като предпоследен кръг ще бъде добавена надпревара в Москва. По-късно през същия месец след дълго чакане е получено разрешение лондонското състезание да се състои в парка Батърсий, като в два поредни дни ще се проведат два старта, увеличавайки бройката на кръговете през сезона на 11.
| Кръг      | еПри                | Държава        | Писта                         | Дължина | Дата              | Трасе |
| --------- | ------------------- | -------------- | ----------------------------- | ------- | ----------------- | ----- |
| 1         | Пекин еПри          | Китай          | Пекин Олимпик Грийн Сиркуит   | 3,44 км | 13 септември 2014 |       |
| 2         | Путраджая еПри      | Малайзия       | Путраджая Стрийт Сиркуит      | 2,5 км  | 22 ноември 2014   |       |
| 3         | Пунта дел Есте еПри | Уругвай        | Пунта дел Есте Стрийт Сиркуит | 2,8 км  | 13 декември 2014  |       |
| 4         | Буенос Айрес еПри   | Аржентина      | Пуерто Мадеро Стрийт Сиркуит  | 2,44 км | 10 януари 2015    |       |
| 5         | Маями еПри          | САЩ            | Бискейн Бей Стрийт Сиркуит    | 2,17 км | 14 март 2015      |       |
| 6         | Лонг Бийч еПри      | САЩ            | Лонг Бийч Стрийт Сиркуит      | 2,1 км  | 4 април 2015      |       |
| 7         | Монте Карло еПри    | Монако         | Монте Карло                   | 1,76 км | 9 май 2015        |       |
| 8         | Берлин еПри         | Германия       | Летище Темпелхоф              | 2,47 км | 23 май 2015       |       |
| 9         | Москва еПри         | Русия          | Москва Стрийт Сиркуит         | 2,39 км | 6 юни 2015        |       |
| 10        | Лондон еПри         | Великобритания | Батърсий Парк Стрийт Сиркуит  | 2,92 км | 27 юни 2015       |       |
| 11        | Лондон еПри         | Великобритания | Батърсий Парк Стрийт Сиркуит  | 2,92 км | 28 юни 2015       |       |
| Източник: |                     |                |                               |         |                   |       |

### Отбори и пилоти
През април 2014 г. са потвърдени отборите, които ще се състезават в първия сезон. Два месеца по-късно обаче Дрейсън Рейсинг се отказва от участие. Неговото място заема Трули ГП на Ярно Трули, като Дрейсън Рейсинг става технически партньор на Трули ГП. Преди състезанието в Лонг Бийч името на Чайна Рейсинг е сменено на НЕКСТЕВ ТСР.
| Отбор                     | №  | Пилоти                 | Кръгове  | Собственик                              | Спонсор                    |
| ------------------------- | -- | ---------------------- | -------- | --------------------------------------- | -------------------------- |
| Амлин Агури               | 55 | Антонио Феликс да Коща | 2 – 9    | Агури Сузуки                            | Амлин                      |
| Амлин Агури               | 55 | Такума Сато            | 1        | Агури Сузуки                            | Амлин                      |
| Амлин Агури               | 55 | Сакон Ямамото          | 10 – 11  | Агури Сузуки                            | Амлин                      |
| Амлин Агури               | 77 | Катрин Ледж            | 1 – 2    | Агури Сузуки                            | Амлин                      |
| Амлин Агури               | 77 | Салвадор Дуран         | 3 – 11   | Агури Сузуки                            | Амлин                      |
| Андрети Аутоспорт         | 27 | Франк Монтани          | 1 – 2    | Майкъл Андрети                          |                            |
| Андрети Аутоспорт         | 27 | Жан-Ерик Верн          | 3 – 11   | Майкъл Андрети                          |                            |
| Андрети Аутоспорт         | 28 | Шарл Пик               | 1        | Майкъл Андрети                          |                            |
| Андрети Аутоспорт         | 28 | Матю Брабам            | 2 – 3    | Майкъл Андрети                          |                            |
| Андрети Аутоспорт         | 28 | Марко Андрети          | 4        | Майкъл Андрети                          |                            |
| Андрети Аутоспорт         | 28 | Скот Спийд             | 5 – 8    | Майкъл Андрети                          |                            |
| Андрети Аутоспорт         | 28 | Джъстин Уилсън         | 9        | Майкъл Андрети                          |                            |
| Андрети Аутоспорт         | 28 | Симона де Силвестро    | 10 – 11  | Майкъл Андрети                          |                            |
| Ауди Спорт АБТ            | 11 | Лукас ди Граси         | 1 – 11   | Ханс-Юрген Абт                          | Шефлер Груп Телефункен DHL |
| Ауди Спорт АБТ            | 66 | Даниел Абт             | 1 – 11   | Ханс-Юрген Абт                          | Шефлер Груп Телефункен DHL |
| Венчъри Гран При          | 23 | Ник Хайдфелд           | 1 – 11   | Леонардо ди Каприо Гилдо Паланка Пастор |                            |
| Венчъри Гран При          | 30 | Стефан Саразен         | 1 – 11   | Леонардо ди Каприо Гилдо Паланка Пастор |                            |
| Върджин Рейсинг           | 2  | Сам Бърд               | 1 – 11   | Върджин Груп                            |                            |
| Върджин Рейсинг           | 3  | Хайме Алгерсуари       | 1 – 9    | Върджин Груп                            |                            |
| Върджин Рейсинг           | 3  | Фабио Лаймер           | 10 – 11  | Върджин Груп                            |                            |
| Драгън Рейсинг            | 6  | Ориол Сервиа           | 1 – 4    | Джей Пенске                             | МакАфи                     |
| Драгън Рейсинг            | 6  | Лоик Дювал             | 5 – 11   | Джей Пенске                             | МакАфи                     |
| Драгън Рейсинг            | 7  | Жером Д'Амброзио       | 1 – 11   | Джей Пенске                             | МакАфи                     |
| е.дамс-Рено               | 8  | Никола Прост           | 1 – 11   | Жан-Пол Дрио Ален Прост                 | Рено Ришар Мил             |
| е.дамс-Рено               | 9  | Себастиен Буеми        | 1 – 11   | Жан-Пол Дрио Ален Прост                 | Рено Ришар Мил             |
| Махиндра Рейсинг          | 5  | Карун Чандок           | 1 – 11   | Ананд Махиндра                          |                            |
| Махиндра Рейсинг          | 21 | Бруно Сена             | 1 – 9    | Ананд Махиндра                          |                            |
| Трули ГП                  | 10 | Ярно Трули             | 1 – 11   | Ярно Трули                              |                            |
| Трули ГП                  | 18 | Микела Черути          | 1 – 4    | Ярно Трули                              |                            |
| Трули ГП                  | 18 | Витантонио Лиуци       | 5 – 9    | Ярно Трули                              |                            |
| Трули ГП                  | 18 | Алекс Фонтана          | 10 – 11  | Ярно Трули                              |                            |
| Чайна Рейсинг/НЕКСТЕВ ТСР | 88 | Хо-Пин Тунг            | 1 – 2, 4 | Стивън Лу                               | ТАГ Хойер                  |
| Чайна Рейсинг/НЕКСТЕВ ТСР | 88 | Антонио Гарсия         | 3, 9     | Стивън Лу                               | ТАГ Хойер                  |
| Чайна Рейсинг/НЕКСТЕВ ТСР | 88 | Шарл Пик               | 5 – 8    | Стивън Лу                               | ТАГ Хойер                  |
| Чайна Рейсинг/НЕКСТЕВ ТСР | 88 | Оливър Търви           | 10 – 11  | Стивън Лу                               | ТАГ Хойер                  |
| Чайна Рейсинг/НЕКСТЕВ ТСР | 99 | Нелсиньо Пикет         | 1 – 11   | Стивън Лу                               | ТАГ Хойер                  |

Пилотите с удебелен шрифт са тези, с които отборите започват сезона.

## Шампиони

### Пилоти
| Сезон     | Пилот           | Отбор                 | Точки | ПП | Победи | Подиуми | НБО | Спечелена в старт | Точки Аванс |
| --------- | --------------- | --------------------- | ----- | -- | ------ | ------- | --- | ----------------- | ----------- |
| 2014/2015 | Нелсиньо Пикет  | НЕКСТЕВ ТСР           | 144   | 0  | 2      | 5       | 2   | 11 от 11          | 1           |
| 2015/2016 | Себастиен Буеми | Рено е.Дамс           | 155   | 3  | 3      | 7       | 5   | 10 от 10          | 2           |
| 2016/2017 | Лукас ди Граси  | АБТ Шефлер Ауди Спорт | 181   | 3  | 2      | 7       | 0   | 12 от 12          | 24          |
| 2017/2018 | Жан-Ерик Верн   | Тачита                | 198   | 4  | 4      | 6       | 0   | 11 от 12          | 54          |

### Отбори
| Сезон     | Отбор                 | Пилоти                                  | Точки | ПП | Победи | Подиуми | НБО | Спечелена в старт | Точки Аванс |
| --------- | --------------------- | --------------------------------------- | ----- | -- | ------ | ------- | --- | ----------------- | ----------- |
| 2014/2015 | е.дамс-Рено           | Никола Прост Себастиен Буеми            | 232   | 5  | 4      | 7       | 2   | 10 от 11          | 61          |
| 2015/2016 | Рено е.Дамс           | Никола Прост Себастиен Буеми            | 270   | 4  | 5      | 9       | 6   | 10 от 10          | 49          |
| 2016/2017 | Рено е.Дамс           | Никола Прост Себастиен Буеми Пиер Гасли | 268   | 2  | 6      | 6       | 2   | 12 от 12          | 20          |
| 2017/2018 | Ауди Спорт АБТ Шефлер | Лукас ди Граси Даниел Абт               | 264   | 1  | 4      | 11      | 5   | 12 от 12          | 2           |

## Рекорди

### Пилоти

#### Най-много победи
| Място | Пилот                  | Победи |
| ----- | ---------------------- | ------ |
| 1     | Себастиен Буеми        | 12     |
| 2     | Лукас ди Граси         | 8      |
| 3     | Сам Бърд               | 7      |
| 4     | Жан-Ерик Верн          | 5      |
| "     | Никола Прост           | 3      |
| "     | Феликс Розенквист      | 3      |
| 7     | Нелсиньо Пикет         | 2      |
| "     | Жером Д'Амброзио       | 2      |
| "     | Даниел Абт             | 2      |
| 10    | Антонио Феликс да Коща | 1      |

#### Най-много пол позиции
| Място | Пилот             | ПП |
| ----- | ----------------- | -- |
| 1     | Себастиен Буеми   | 11 |
| 2     | Жан-Ерик Верн     | 8  |
| 3     | Феликс Розенквист | 6  |
| 4     | Сам Бърд          | 4  |
| 5     | Никола Прост      | 3  |
| "     | Лукас ди Граси    | 3  |
| 7     | Жером Д'Амброзио  | 2  |
| "     | Даниел Абт        | 2  |
| 9     | Ярно Трули        | 1  |
| "     | Стефан Саразен    | 1  |
| "     | Нелсиньо Пикет    | 1  |
| "     | Оливър Търви      | 1  |
| "     | Алекс Лин         | 1  |
| "     | Мич Евънс         | 1  |

#### Най-много най-бързи обиколки
| Място | Пилот             | НБО |
| ----- | ----------------- | --- |
| 1     | Себастиен Буеми   | 7   |
| 2     | Сам Бърд          | 5   |
| "     | Даниел Абт        | 5   |
| 4     | Нелсиньо Пикет    | 4   |
| "     | Лукас ди Граси    | 4   |
| "     | Феликс Розенквист | 4   |
| 7     | Никола Прост      | 3   |
| 8     | Лоик Дювал        | 2   |
| "     | Маро Енгел        | 2   |
| "     | Жером Д'Амброзио  | 2   |

#### Най-много FanBoost
| Място | Пилот           | FB |
| ----- | --------------- | -- |
| 1     | Лукас ди Граси  | 26 |
| "     | Себастиен Буеми | 26 |
| 3     | Даниел Абт      | 18 |
| 4     | Жан-Ерик Верн   | 13 |
| 5     | Нелсиньо Пикет  | 8  |
| "     | Ник Хайдфелд    | 8  |
| 7     | Сам Бърд        | 4  |
| "     | Бруно Сена      | 4  |
| "     | Салвадор Дуран  | 4  |
| "     | Оливър Търви    | 4  |
| "     | Стефан Саразен  | 4  |

#### Най-много точки
| Място | Пилот             | Т   |
| ----- | ----------------- | --- |
| 1     | Лукас ди Граси    | 611 |
| 2     | Себастиен Буеми   | 580 |
| 3     | Сам Бърд          | 456 |
| 4     | Жан-Ерик Верн     | 441 |
| 5     | Никола Прост      | 304 |
| 6     | Даниел Абт        | 287 |
| 7     | Жером Д'Амброзио  | 236 |
| "     | Нелсиньо Пикет    | 236 |
| 9     | Феликс Розенквист | 223 |
| 10    | Ник Хайдфелд      | 214 |

#### Най-много стартове
| Място | Пилот                  | С  |
| ----- | ---------------------- | -- |
| 1     | Лукас ди Граси         | 45 |
| "     | Нелсиньо Пикет         | 45 |
| "     | Сам Бърд               | 45 |
| "     | Жером Д'Амброзио       | 45 |
| "     | Никола Прост           | 45 |
| "     | Даниел Абт             | 45 |
| 7     | Ник Хайдфелд           | 44 |
| 8     | Себастиен Буеми        | 43 |
| "     | Жан-Ерик Верн          | 43 |
| "     | Антонио Феликс да Коща | 41 |

#### Най-много подиуми
| Място | Пилот             | П  |
| ----- | ----------------- | -- |
| 1     | Лукас ди Граси    | 27 |
| 2     | Себастиен Буеми   | 21 |
| 3     | Сам Бърд          | 15 |
| "     | Жан-Ерик Верн     | 15 |
| 5     | Ник Хайдфелд      | 8  |
| "     | Даниел Абт        | 8  |
| 7     | Феликс Розенквист | 7  |
| "     | Жером Д'Амброзио  | 7  |
| 9     | Нелсиньо Пикет    | 5  |
| "     | Никола Прост      | 5  |